# 봉의 시종

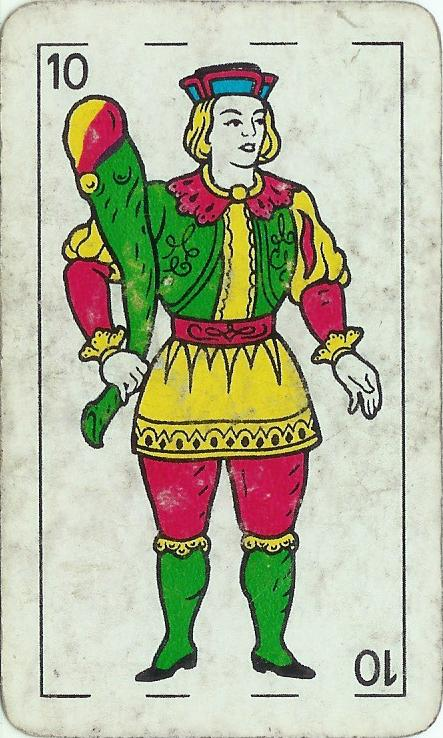
스페인 덱에서 배턴의 네이브 ("바스토스")

봉의 시종 (또는 봉이나 배턴의 잭 또는 네이브)은 타로 덱이 포함된 라틴 계열의 카드에 사용된다. 이는 타로 카드 독자가 "소 아르카나"라고 부르는 것의 일부이다.

라이더-웨이트 타로 덱에서 봉의 시종

타로 카드는 유럽 전역에서 타로 카드 게임을 하는 데 사용된다.
게임이 거의 알려지지 않은 영어권 국가에서는 타로 카드가 주로 점술 목적으로 사용되었다.

## 점술 사용법
"시종은 지팡이나 화염이 사람보다 더 큰 곳에서 살고 있다. 충동은 인생의 경험보다 크다. 행동에 대한 갈망과 진보에 대한 갈망은 당신이 한계를 넘어서서 성장할 수 있도록 당신을 정면으로 작업 앞에 두었다." (에블린 버거)

## 주요 의미
봉의 시종의 주요 의미:
- 모험심
- 거창함
- 정력적이고 활동적
- 새 시작
- 숙련됨

당신이 "움직이는" 것과 "움직이고 있는" 것을 비교할 때, 경험은 덜 중요하게 된다. 그것은 위험이며, 또한 기회이기도 하다. 자신을 "잃어 버리지" 말고 기회를 잃지 마라. 이 카드가 나타나면 자신의 불의 진실한 힘과 활기, 개인의 힘을 발견할 수 있는 새로운 시작을 위한 시간이다.
태어날 때 당신은 충동으로 가득 차 있었고, 권력과 욕망이 생길 것이다. 이것은 인생을 재발견하고, 장난스럽게 정복하고, 성공과 패배를 축하하고, 모든 사건과 경험을 큰 열정으로 인사하기에 완벽한 시기이다.
이 카드는 '전달자' 카드로 간주된다. 그것이 확산되면, 당신이 중요한 소식을 받을 가능성이 높다.

## 상징주의
- 시종이 잡고 있는 끝에서 돋아 나고 있는 지팡이는 성장, (막대기에서 잎으로) 변화 및 다산을 나타낸다.
- 인물은 낙관주의와 기쁨을 표현하는 위쪽을 보고 있다.
- 그 주위의 사막은 상응하는 요소 불이자 당신 자신의 "불"을 상징한다. 동시에 길을 잃지 말고 자신을 "잃으면" 안 된다는 사실을 상징한다.
- 이집트 피라미드는 멀리 떨어져 있는 땅과 새로운 영토 (유럽의 일러스트레이터의 마음에서)를 물리적으로 또는 은유적으로 탐험하는 것을 상징하는 배경으로 표현된다.
- 그는 젊은 남자이자, 시종으로, 당신이 장난스럽고 열정적이어야 함을 보여 준다.
- 그는 지팡이를 다시 발견하고, 검사하는 것처럼 보이며 우리가 기쁨과 장난기를 다시 발견할 필요성을 보여 준다.
- 그의 옷에는, 불 위를 걸을 수 있다고 생각되었기에 불의 요소를 나타내는 민첩한 동물인 도롱뇽이 장식되어 있다.